# BAE173
BAE173 (tiếng Hàn Quốc: 비에이이173) là một nhóm nhạc nam Hàn Quốc được quản lý bởi công ty Pocketdol Studio.. Họ đã debut với album đầu tay Intersection: Spark vào 19 tháng 11 năm 2020.

## Lịch sử

### Trước khi ra mắt: H&D
Hangyul và Dohyon là hai cựu thành viên nhóm X1 bộ đôi của nhóm mang tên H&D ra mắt vào đầu năm 2020
H&D đã cho ra những sản phẩm như "Soul", "Toward tomorrow" và "Umbrella" trước khi debut cùng với nhóm.

### 2020: Debut vớiIntersection: Spark
Vào ngày 19 tháng 11 năm 2020, họ đã debut với album đầu tay Intersection: Spark. Sân khấu đầu tiên của họ là ở Music Bank vào ngay ngày kế tiếp.
2021: Intersection Trace

## Thành viên
| Nghệ danh           | Nghệ danh | Tên khai sinh | Tên khai sinh | Ngày sinh         | Vị trí                              | Nơi sinh                              | Quốc tịch |
| Latinh              | Hangul    | Latinh        | Hangul        | Ngày sinh         | Vị trí                              | Nơi sinh                              | Quốc tịch |
| Thành viên hiện tại |           |               |               |                   |                                     |                                       |           |
| J-Min               | 제이민    | Jeon Minkook  | 전민욱        | 16 tháng 10, 1999 | Lead Rapper, Sub Vocal, Lead Dancer | Suwon, Gyeonggi-do, Hàn Quốc          | Hàn Quốc  |
| Hangyul             | 한결      | Lee Hangyul   | 이한결        | 7 tháng 12, 1999  | Leader, Main Dancer, Lead Vocal     | Incheon, Hàn Quốc                     | Hàn Quốc  |
| Yoojun              | 유준      | Jung Gun      | 정건          | 22 tháng 12, 2000 | Sub Vocal, Lead Dancer              | Ilsan, Hàn Quốc                       | Hàn Quốc  |
| Muzin               | 무진      | Kim Hyunwoo   | 김현우        | 29 tháng 3, 2001  | Main Dancer, Sub Rapper, Sub Vocal  | Changwon, Gyeong sangnam-do, Hàn Quốc | Hàn Quốc  |
| Junseo              | 준서      | Park Junseo   | 박준서        | 12 tháng 4, 2001  | Main Dancer, Lead Vocal             | Seoul, Hàn Quốc                       | Hàn Quốc  |
| Youngseo            | 영서      | Ryu Youngseo  | 류영서        | 13 tháng 6, 2002  | Main Vocal                          | Changwon, Gyeong sangnam-do, Hàn Quốc | Hàn Quốc  |
| Doha                | 도하      | Na Gyumin     | 나규민        | 7 tháng 3, 2004   | Sub Rapper, Sub Vocal               | Seoul, Hàn Quốc                       | Hàn Quốc  |
|                     | 빛        | Noh Minjae    | 노민재        | 21 tháng 7, 2004  | Main Vocal                          |                                       | Hàn Quốc  |
| Cựu thành viên kor  |           |               |               |                   |                                     |                                       |           |
| Dohyon              | 도현      | Nam Dohyun    | 남도현        | 11 tháng 10, 2004 | Main Rapper, Sub Vocal, Maknae      | Incheon, Gyeonggi, Hàn Quốc           | Hàn Quốc  |

## Danh sách đĩa nhạc
| Tiêu đề             | Thông tin | Thứ hạng cao nhất | Doanh số |
| Tiêu đề             | Thông tin | KOR               | Doanh số |
| ------------------- | --- | ----------------- | -------- |
| Intersection: Spark | - Phát hành: 19 tháng 11 năm 2020 - Công ty: Pocketdol Entertainment, Kakao M - Định dạng: CD, digital download, streaming Track listing 1. "Prelude: With Me" 2. "Crush On You (반하겠어)" 3. "Fly" 4. "I'll Never Say (죽어도 못하는 말)" 5. "It's All You (모두 너야)" | TBA               | TBA      |